# Contea di Dongyuan
La contea di Dongyuan (东源县S, Dōngyuán XiànP) è una contea della Cina, situata nella provincia del Guangdong e amministrata dalla prefettura di Heyuan.